# ريتشارد أرنولد (سياسي)
ريتشارد أرنولد هو سياسي ألماني، ولد في 11 يناير 1959 في شفايبيش غموند في ألمانيا. نشط حزبياً في الاتحاد الديمقراطي المسيحي. وقد انتخب عمدة.